# 平卧叉毛蓬
平卧叉毛蓬（学名：Petrosimonia litwinowii），为藜科叉毛蓬属下的一个植物种。